# Boven-Dnjestrisch dialect

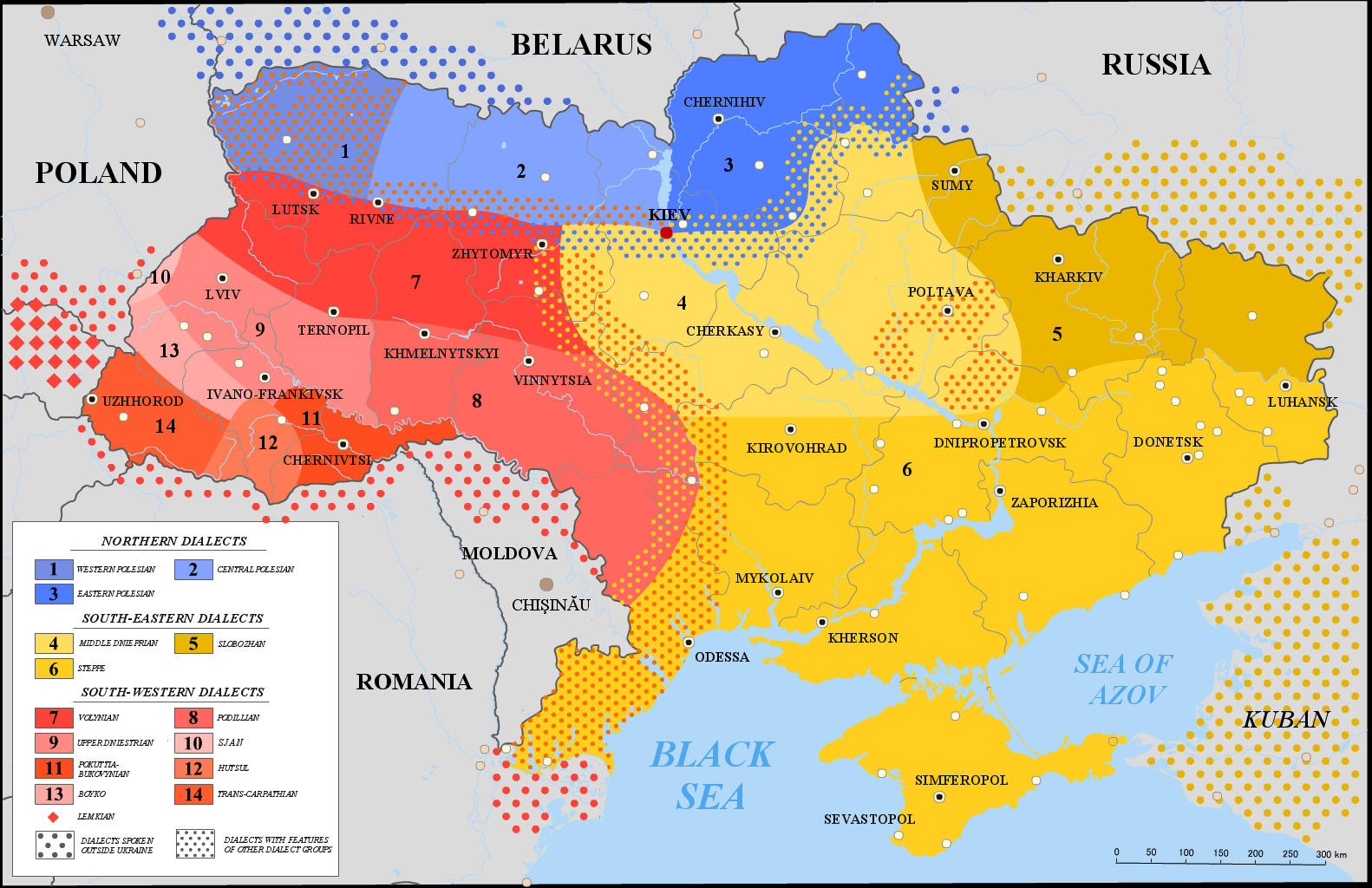
Kaart van Oekraïense dialecten. Het Boven-Dnjestrisch is lichtrood (nr. 9).

Het Boven-Dnjestrisch of Galicisch is een Oekraïens dialect, dat wordt gesproken langs de bovenloop van de Dnjestr, voornamelijk in de westelijke oblasten Lviv, Ivano-Frankivsk en Ternopil, maar ook op enkele plaatsen in Polen. Het dialect, dat ook wel Opillja-dialect wordt genoemd, is een van de meer archaïsche dialecten binnen de Galicisch-Boekovinische subgroep van het zuidwestelijke dialect van het Oekraïens.

## Ligging
Het gebied waar het dialect wordt gesproken, valt grotendeels samen met het oostelijk deel van de historische regio Galicië. De grens loopt ongeveer langs de lijn van de steden: Chyriv – Bolechiv – Dolyna – Perehinske – Tloematsj – Zalisjtsjyky – Skala-Podilska – Ternopil – Zolotsjiv – Rava Roeska – Javoriv – Mostyska – Chyriv. Aangrenzende dialecten zijn het San-dialect in het westen, het Bojko-dialect en het Boekovinische dialect in het zuiden, het Podolische dialect in het oosten en het Volhynische dialect in het noorden. 
Het Dnjestrische dialect mag niet worden verward met het dialect van het eveneens aan de Dnjestr gelegen Transnistrië, dat zich van Moldavië heeft afgescheiden en naast het Oekraïens ook het Russisch en het Moldavisch als officiële talen heeft. Hier wordt een Podolisch dialect gesproken (nr. 8 op de kaart).

## Relatie met andere dialecten
Oekraïense dialectologen stellen dat het Boven-Dnjestrisch een sterke invloed heeft gehad op naburige dialecten. Zo merkt Mychajlo Lesiv op dat "de Boven-Dnjestrische dialecten, soms ook Opillja-dialecten genoemd, het belangrijkste, centrale massief vormen van het zuidwestelijke dialect van de Oekraïense taal." Het Boven-Dnjestrische dialect vormde de basis van de zuidwestelijke (zogenaamd West-Oekraïense of Galicische) variant van de Oekraïense literaire taal, en de kenmerken ervan zijn op grote schaal terug te vinden in de taal van literatuur en folklore.

## In de literatuur
Jakub Gawatowicz maakte in zijn korte toneelstukken (intermezzo's) uit 1619 gebruik van een Boven-Dnjestrisch dialect. Kenmerken van deze dialecten zijn ook terug te vinden in de werken van Ivan Vysjensky van rond 1545 en van enkele andere West-Oekraïense schrijvers die in de oudere Oekraïense literaire taal schreven. In de 19de eeuw stond het Boven-Dnjestrische dialect aan de basis van de nieuwe literaire Oekraïense taal in Galicië, die onder meer tot uitdrukking kwam in het werk van Ivan Franko.

## Voorbeelden
Hieronder een lijst van enkele woorden die in het Boven-Dnjestrisch afwijken van het Standaard-Oekraïens:
| Dnjestrisch     | Standaard-Oekraïens   | Vertaling |
| --------------- | --------------------- | --------- |
| банак (banak)   | каструля (kastroelja) | steelpan  |
| булба (boelba)  | картопля (kartoplja)  | aardappel |
| бузок (boezok)  | лелека (leleka)       | ooievaar  |
| твар (tvar)     | обличчя (oblytsja)    | gezicht   |
| писок (pisok)   | рот (rot)             | mond      |
| кугут (koehoet) | півень (piven’)       | haan      |
| цера (tsera)    | шкіра (sjkira)        | huid      |